# Josef Haßkamp

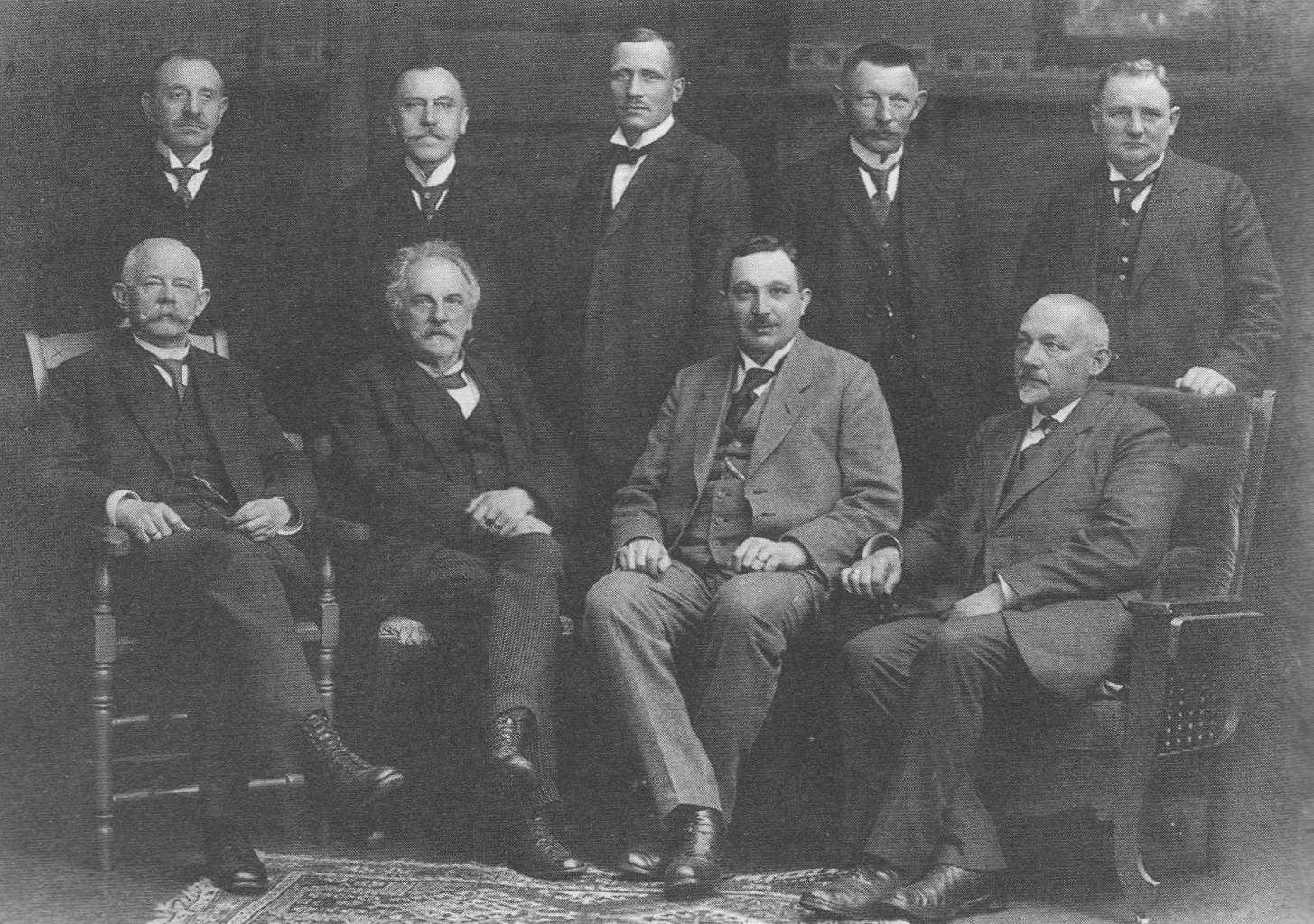
Zweiter stehend von links, Joseph Haßkamp

Eduard Christian Josef Haßkamp (* 1. Februar 1874 in Friesoythe; † 3. Oktober 1946 in Oldenburg) war ein deutscher Politiker der Zentrumspartei.

## Leben
Sein Abitur legte Haßkamp am Gymnasium Atonianum in Vechta ab. Er studierte Rechtswissenschaften und war als Amtshauptmann zunächst ab 1. Februar 1913 in Friesoythe als Amtshauptmann und ab 15. April 1923 in Vechta tätig. Er war von 1919 bis 1925 Abgeordneter im Landtag Oldenburg. Er war in jenen Jahren Mitglied der katholischen Zentrumspartei und zeitweilig Fraktionsvorsitzender des Zentrums im Landtag Oldenburg und Vizepräsident des Landtages. 1923 wurde er Amtshauptmann in Vechta. Zum 1. Mai 1933 trat Haßkamp in die NSDAP ein (Mitgliedsnummer 3.060.700). 1938 weigerte er sich trotz zweimaliger behördlicher Aufforderung den römisch-katholischen Offizial Franz Vorwerk aus dem Oldenburger Land auszuweisen.
Er war Mitglied der katholischen Studentenverbindungen KStV Winfridia Göttingen, KStV Askania Berlin, KStV Brisgovia Freiburg im Breisgau und KStV Saxonia München im KV.